# جلال الأوقاتي
العميد الطيار جلال الأوقاتي واسمه جلال الدين جعفر الأوقاتي، ضابط عراقي وقائد للقوات الجوية العراقية من عام 1958 إلى 1963، شغل العديد من المناصب، ولد في بغداد عام 1915 وأكمل دراسته فيها، وقد دخل الكلية العسكرية وتخرج منها ولاحقًا قد التحق بدورة طيران في لندن وحصل على الأركان، وعاد إلى العراق، وقد شغل العديد من المناصب وقد احيل إلى التقاعد لفترة لأسباب سياسية.

## الولادة والنشأة
ولد في بغداد عام 1915 في منطقة الشواكة وهي من محلات بغداد العريقة، من أسرة الأوقاتي الدينية العلمية المعروفة، وتعلم في هذه المحلة السجايا والأخلاق الأصيلة.

## دراسته والكلية العسكرية
بعد أن أكمل الدراسة الثانوية فيها، دخل الكلية العسكرية الملكية الدورة 12 وتخرج سنة 1934. وكان الأول على دفعته، وبين 1942-1943 التحق في لندن ليدخل دورة طيران خاصة في المملكة المتحدة وحصل على الأركان. وقد عاد إلى العراق وعمل لفترة في سلاح الجو الملكي، وعرف بكفاءته ووطنيته.

## الدورات التي دخلها
- المدرسة العسكرية الدورة (12) وتخرج برتبة ملازم في 7 تشربن الأول –أكتوبر 1936.
- مدرسة الطيران – الدورة الخامسة.
- مدرسة معلمي الطيران في انكلترا.

## أهم المناصب التي شغلها
- آمر رف في سرب التدريب.
- ضابط ركن الجناح الأول.
- ضابط ركن في مقر أمرية القوة الجوية.
- معاون أمر سرب التدريب.
- معلم جوي أقدم في كلية القوة الجوية
- قائد القوة الجوية من 14 تموز 1958 إلى 7 شباط 1963.

## وفاته
في يوم 8 شباط/فبراير 1963، قام الانقلابيون بقتل جلال الأوقاتي في أمام داره حيث طرقوا عليه الباب وأراده قتيلًا أمام أعين أبنه وكذلك أخفوا جثته ولا يُعرف مكانها، وقد أعتبرت هذه الحادثة ساعة الصفر لبدء الانقلاب. ويرجح بعض الباحثين أن صالح مهدي عماش هو السبب في اغتياله لأنه الشخصية الثانية إذا اغتيل عبد الكريم قاسم.

## الأوسمة
- نوط الخدمة الفعلية.

## وصلات خارجية
- الشهيد جلال جعفر الأوقاتي... حلقة خاصة برنامج (هذا أبي) يوتيوب